# Bert Engelaar
Bert Engelaar (Gent, 5 november 1979) is een Belgisch syndicalist. Hij is de huidige algemeen secretaris van het ABVV.

## Levensloop
Engelaar werd geboren in Gent als zoon van twee leerkrachten. Hij doorliep zijn humaniora aan het Koninklijk Atheneum te Sint-Niklaas. Van 1999 tot 2001 studeerde hij sociaal werk aan de Hogeschool Gent. 
In 2001 begon hij te werken bij de dienst sociaal recht van het ABVV Regio Scheldeland. Vanaf 2004 werd hij beleidsmedewerker op het federaal secretariaat van de Algemene Centrale. Voor diezelfde vakcentrale werd hij vakbondssecretaris voor de Bouwsector in het Gewest Brussel-Vlaams Brabant, en in 2019 schopte hij het tot voorzitter van de Algemene Centrale Brussel Vlaams-Brabant.
Op 1 januari 2025 volgde hij Miranda Ulens op als algemeen secretaris van het ABVV.
Engelaar heeft een broer, Joost Engelaar, die actief is bij Vooruit. Hij heeft vier kinderen.